# Cladothela
Cladothela is een geslacht van spinnen uit de familie bodemjachtspinnen (Gnaphosidae).

## Soorten
De volgende soorten zijn bij het geslacht ingedeeld:
- Cladothela auster Kamura, 1997
- Cladothela bistorta Zhang, Song & Zhu, 2002
- Cladothela boninensis Kishida, 1928
- Cladothela joannisi (Schenkel, 1963)
- Cladothela ningmingensis Zhang, Yin & Bao, 2004
- Cladothela oculinotata (Bösenberg & Strand, 1906)
- Cladothela parva Kamura, 1991
- Cladothela tortiembola Paik, 1992
- Cladothela unciinsignita (Bösenberg & Strand, 1906)